# شوری، ان
شوری، ان (به فرانسوی: Chevry) یک کمون در فرانسه است که در Canton of Gex واقع شده‌است.

## خصوصیات
شوری ۵٫۸۴ کیلومترمربع مساحت و ۱٬۱۸۴ نفر جمعیت دارد و ۴۹۰ متر بالاتر از سطح دریا واقع شده‌است.